# حزب المعتدلون الاجتماعيون
حزب المعتدلون الاجتماعيون (بالفارسية: اجتماعیون اعتدالیون) أو ببساطة حزب المعتدلين (بالفارسية: فرقه اعتدالیون)، كان حزبًا سياسيًا في فارس القاجارية وأحد الحزبين الرئيسيين في الفترة الدستورية إلى جانب منافسه البرلماني الحزب الديمقراطي الاجتماعي - الحزب الديمقراطي. كان أول حزب سياسي يميني في إيران. 

## أعضاء
تألفت عضوية الحزب بشكل كبير من ملاك الأراضي والعلماء والبازاريين. كان شعبيا بين الطبقة الوسطى التقليدية والأرستقراطيين المالكين للأراضي.  الأعضاء والداعمون البارزون هم: 
- سيد محمد طباطبائي
- السيد عبد الله بهبهاني
- علي محمد دولت أبادي
- محمد فالي خان تونكابوني
- عبد الحسين فرمانفرمة
- أبو القاسم ناصر الملك
- علي أكبر دهخدا
- محمد مصدق

## الآراء
ادعى الحزب التمسك بمبادئ الإسلام، واقترح إصلاحات عسكرية وقضائية واقتصادية، وكذلك تعزيز الملكية الدستورية، وعقد مجلس الشيوخ، وحماية القيم العائلية، والممتلكات الخاصة، وتحديد أسبوع العمل والأجور وفقًا للعمل المنجز، وحظر عمالة الأطفال. كما أعرب عن دعمه لحرية تكوين الجمعيات وحرية الصحافة. 

## نتائج انتخابات مجلس النواب
| انتخابات | مقاعد     | مقاعد | مقاعد     | مقاعد   | ملاحظات                                        |
| انتخابات | العدد     | ±     | %         | ±       | ملاحظات                                        |
| -------- | --------- | ----- | --------- | ------- | ---------------------------------------------- |
| 1906     | غير معروف |       | غير معروف |         | الأغلبية كمعتدلين                              |
| 1909     | 74 / 126  | ▲ 39  | 58.73     | ▲ 36.3  | الأغلبية في الائتلاف بما في ذلك 38 في الائتلاف |
| 1914     | 29 / 115  | ▼ 45  | 25.21     | ▼ 33.52 | أقلية                                          |